# Mistrzostwa Polski w Łucznictwie 2009
Mistrzostwa Polski w Łucznictwie 2009 – 73. edycja mistrzostw, która odbyła się w dniach 20–23 sierpnia 2009 roku w Krakowie.

## Medaliści

### Strzelanie z łuku klasycznego
| Konkurencja            | Złoto                              | Srebro                           | Brąz                                |
| Indywidualnie mężczyzn | Piotr Piątek (Łucznik Żywiec)      | Sebastian Pędzik (Stella Kielce) | Jacek Proć (Strzelec Legnica)       |
| Indywidualnie kobiet   | Karina Lipiarska (Kmita Zabierzów) | Justyna Mospinek (Piątka Zgierz) | Ewelina Marszałkowska (Społem Łódź) |
| Drużynowo mężczyzn     | Łucznik Żywiec I                   | Stella Kielce                    | Łucznik Żywiec II                   |
| Drużynowo kobiet       | Łucznik Żywiec                     | Piątka Zgierz                    | Marymont Warszawa                   |
| Drużynowo mieszane     | Czarna Strzała Bytom               |                                  |                                     |

### Strzelanie z łuku bloczkowego
| Konkurencja            | Złoto                            | Srebro                                | Brąz                                   |
| Indywidualnie mężczyzn | Marcin Szemiot (Talent Wrocław)  | Andrzej Domaradzki (Talent Wrocław)   | Tomasz Pomorski (Łucznik Żywiec)       |
| Indywidualnie kobiet   | Anna Stanieczek (Orlik Goleszów) | Joanna Cymkiewicz (Marymont Warszawa) | Katarzyna Szałańska (Strzelec Legnica) |
| Drużynowo mężczyzn     | Leśnik Poznań                    | Łucznik Żywiec                        | Talent Wrocław I                       |
| Drużynowo kobiet       | Marymont Warszawa                | MGOKiS Dobczyce                       | Łucznik Żywiec                         |